# Захаровщина
Заха́ровщина (рос. Захаровщина) — присілок у складі Верхошижемського району Кіровської області, Росія. Входить до складу Угорського сільського поселення.
Населення становить 5 осіб (2010, 2 у 2002).
Національний склад станом на 2002 рік — росіяни 100 %.